# زورقک خرطومی درغین
زورقک خرطومی دروغین (نام علمی: Cymbium cymbium) نام یک گونه از سرده زورقک‌ها است.